# 新竹機場線

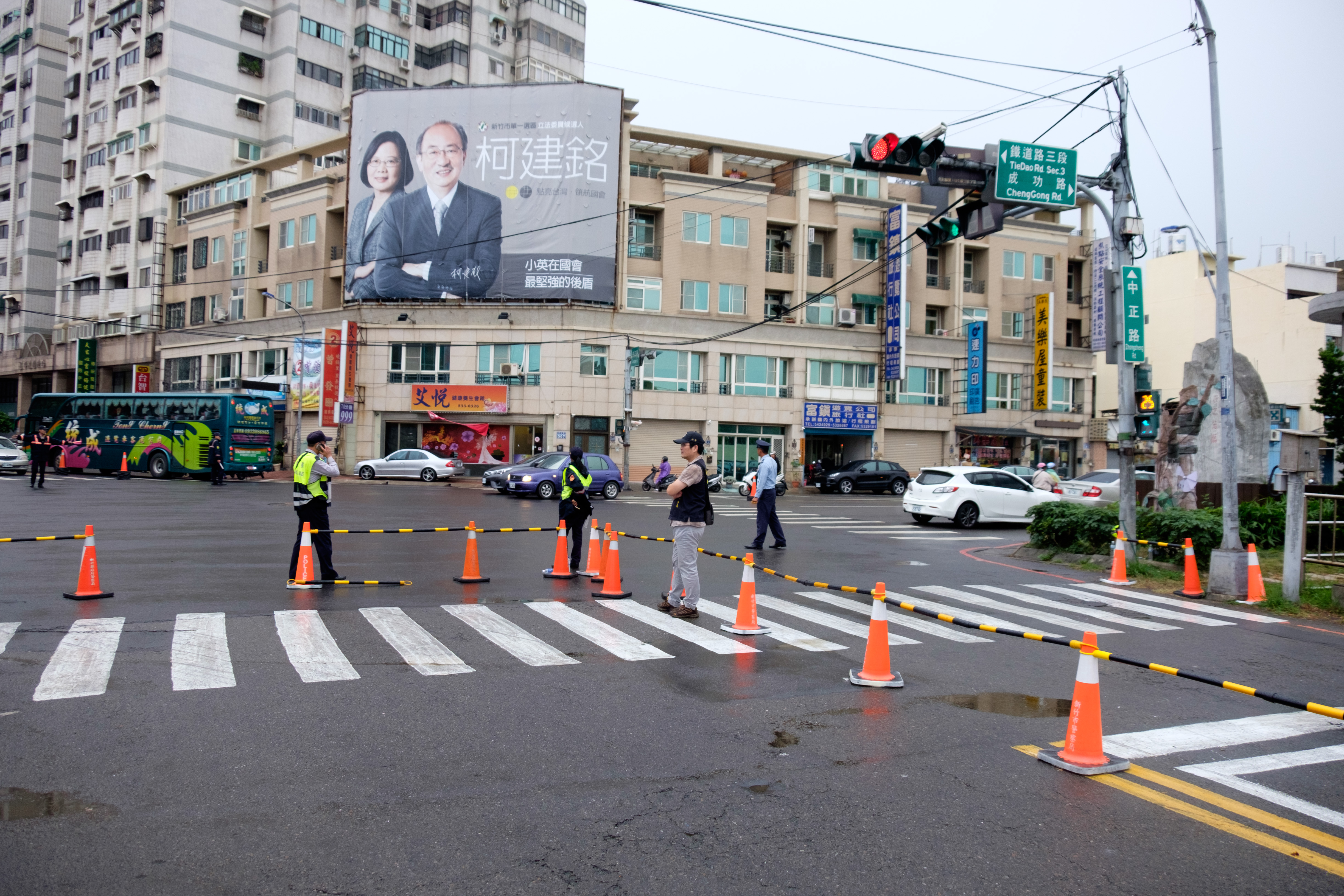
中正路與鐵道路三段、成功路路口

新竹機場線是一條由台灣鐵路管理局（簡稱台鐵）經營的傳統鐵路支線。全線於1937年開始營運，1997年起停止營業。原路線改建為鐵道路一至三段。

## 路線資料
- 經營管轄：臺灣鐵路管理局
- 路線距離：新竹車站＝新竹機場
- 軌距：1,067毫米
- 車站數：2（含起訖車站）
- 雙線區間：無，全線單線
- 開業日期:1937年
- 廢止日期:1997年

## 運行形態
- 已停駛。

## 使用車輛
- 不明

## 簡介
昔日由新竹車站到新竹機場的路線，現已改為鐵道路。
| 車站名稱 （國音電碼） | 停駛時英 譯站名 | 營業 里程 新竹起 | 續接／交會路線及備註 | 所在地     |
| --------------------- | --------------- | ---------------- | -------------------- | ---------- |
| 新竹（ㄒㄣ）          | Hsinchu         | 0                | 尚無資料             | 新竹市東區 |
| 新竹機場              | Hsinchu Airport | ---              | 尚無資料             | 新竹市北區 |

## 外部連結
- 【時光土場】新竹飛行場鐵道舊線踏查 （页面存档备份，存于）
- 台鐵 新竹機場線 舊線踏查 空軍新竹基地-鐵道路三段-鐵道路二段-鐵道路一段-北新竹站 臺灣交通鐵道影像 台湾の鉄道映像 Taiwan Railway Movies BV2DP （页面存档备份，存于）
- 新竹市最神祕的路！「鐵道路」到底是鐵道還是路？【抽獎】包攬全球鐵道知識的《終極鐵道百科》！ │ 鐵道事務所（页面存档备份，存于）